# Collégiale Saint-Thiébaut de Thann
La collégiale Saint-Thiébaut de Thann est une ancienne collégiale gothique située à Thann, en Alsace. À côté des cathédrales de Strasbourg et de Fribourg-en-Brisgau qui sont beaucoup plus grandes, elle est considérée comme une œuvre majeure de l'art gothique le long du Rhin supérieur, c'est-à-dire la région des deux côtés du fleuve se situant entre Bâle et Bingen.
Les Thannois se plaisent à dire en parlant de leur clocher : « Strasbourg a le plus haut, Fribourg le plus gros, Thann le plus beau ! »
La collégiale doit son nom au collège de chanoines venu s’y installer en 1442.
Cette collégiale fait l’objet d’un classement au titre des monuments historiques depuis 1841.

## Histoire
La petite ville de Thann est mentionnée pour la première fois en 1290. Mais déjà trois ans plus tôt est fait état d'une église dédiée à saint Ubald Baldassini (mort en 1160), saint Thiébaut, dont est conservée la relique d'un doigt qui, amené d'Italie, s'est miraculeusement arrêté à Thann,.
La construction de la collégiale actuelle fut commencée à la première moitié du XIVe siècle (nef latérale sud, partie basse de la façade ouest).
En 1351 débuta la construction du chœur et de la tour. Vers 1400, le tympan de Marie au-dessus du portail ouest était terminé. Il représente la vie de la Vierge Marie sur la base de textes bibliques et apocryphes. La consécration du chœur a eu lieu en 1432.
En 1492, la nef nord était terminée, en 1495, la nef centrale. La construction de la tour de l’église, commencée en 1506 par Rémy Faesch, ne fut achevée qu’en 1516.
De 1629 à 1631, on construisit la chapelle de la Sainte Vierge au sud de la nef. De 1887 à 1895, on ajouta les pinacles aux contreforts et les toits en tuiles colorées à la collégiale suivant les directives de l'architecte Charles Winkler.

## Description
Malgré sa petite taille, la collégiale est un des chefs-d’œuvre de l’architecture gothique flamboyante dans le sud du Saint-Empire romain germanique. Le plan et la voûte sont des exemples du langage artistique du style gothique, la nef centrale sans triforium, typique pour le sud-ouest de l’empire (à comparer par exemple à la collégiale de Colmar et la cathédrale d'Ulm).
Le portail de la façade ouest et la tour sont les deux pièces majeures de la collégiale. Le portail fait 18 m de haut et 8 m de large. Les deux portails avec des archivoltes, des extrados avec des personnages et des tympans sont surmontés d’un autre, plus grand, composé de trois archivoltes et d’un tympan en cinq parties. Dans cette composition, on trouve 150 scènes sculptées avec environ 500 personnages, qui relatent la vie de la Vierge sur le tympan principal, la Nativité et l'arrivée des Rois mages sur le petit tympan de droite, la Crucifixion sur celui de gauche. Juste au-dessus du portail, Jésus en juge du monde avec Jean le Baptiste et la Vierge Marie. Sur le fronton, saint Thiébaut avec des pèlerins.
L’autre joyau est la tour d’une hauteur totale de 78,14 m. C’est l’une des rares tours du Moyen Âge avec une tracerie de 22 m de haut, proche de celle de la cathédrale de Bâle. À partir de 40 m la tour est octogonale ; un noyau d’escalier est ouvert dans la partie sud-ouest. La cloche la plus ancienne date de 1467.

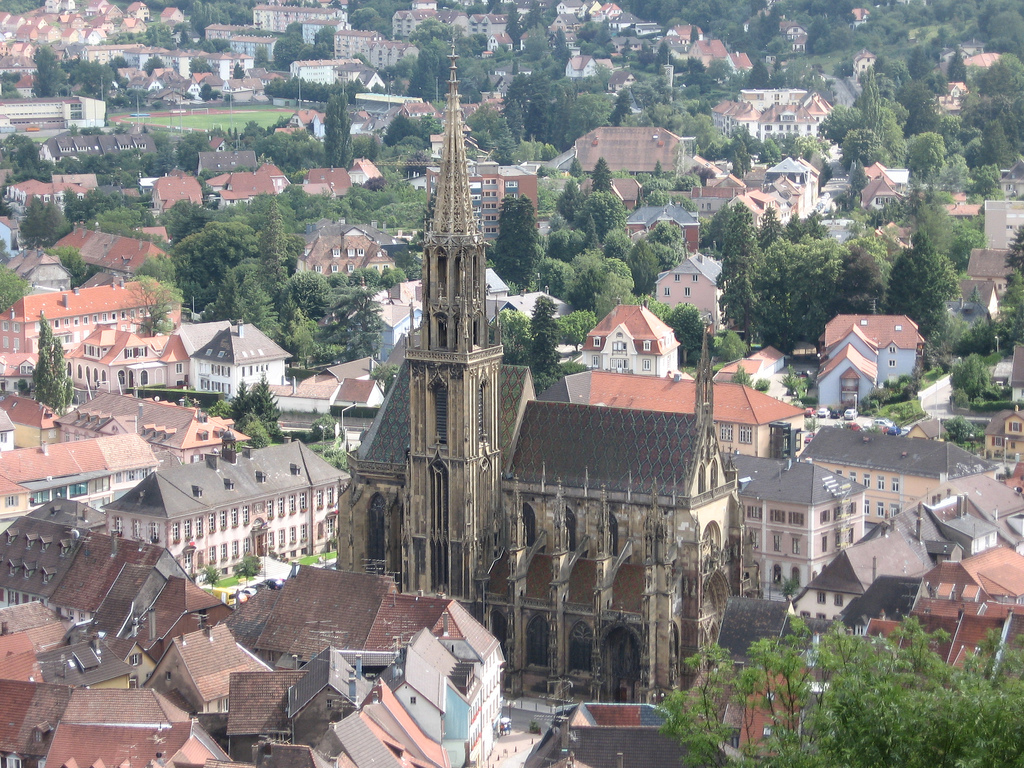
Vue d'ensemble de la collégiale dans la ville
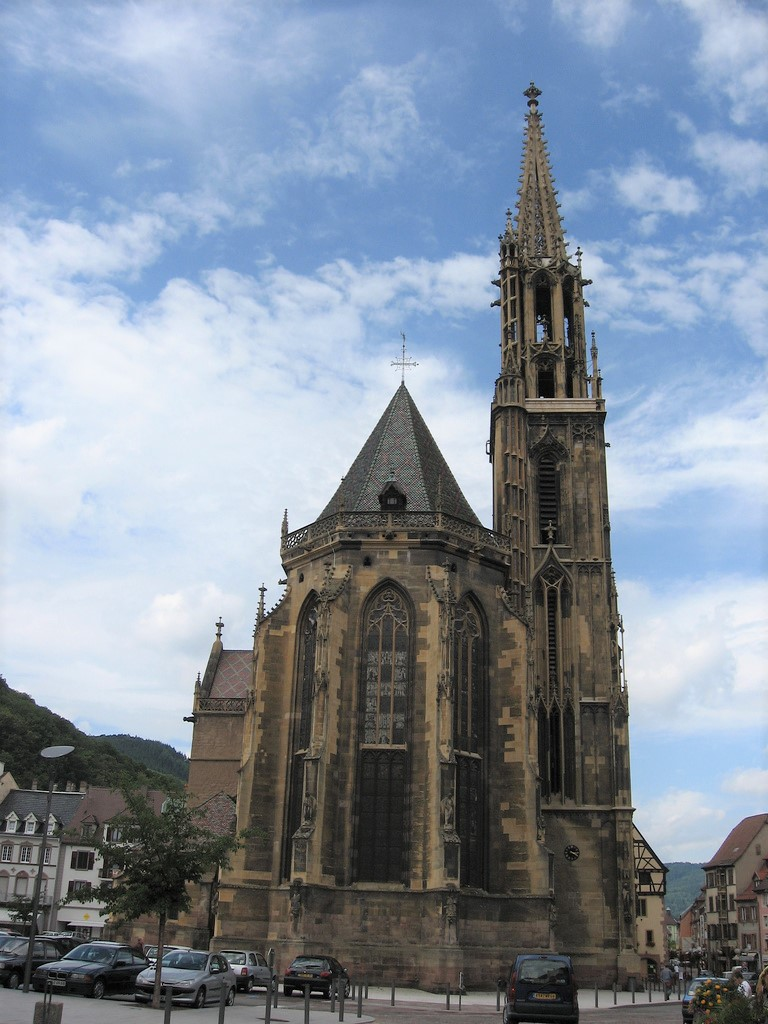
Piles de la nef et collatéral
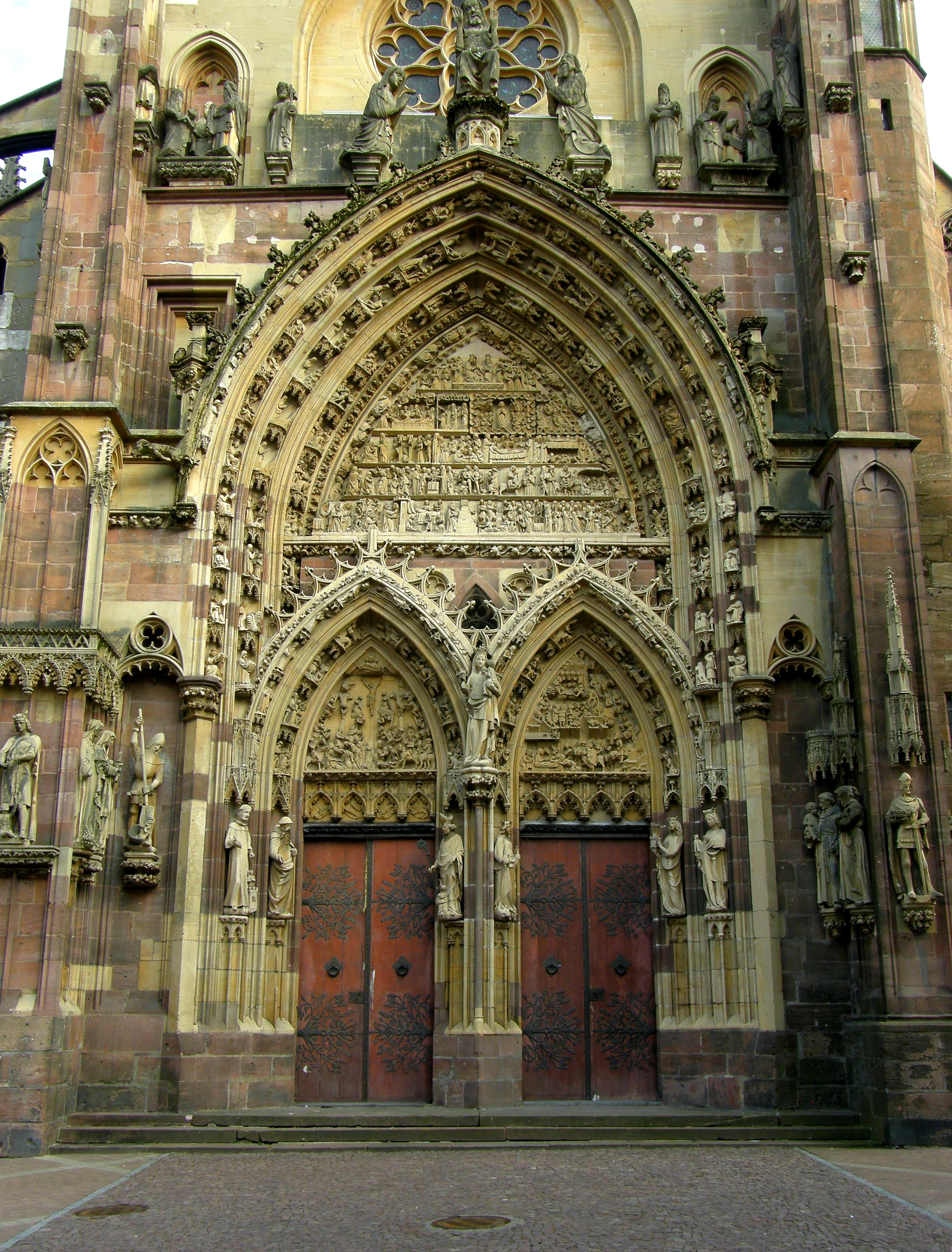
Portail ouest
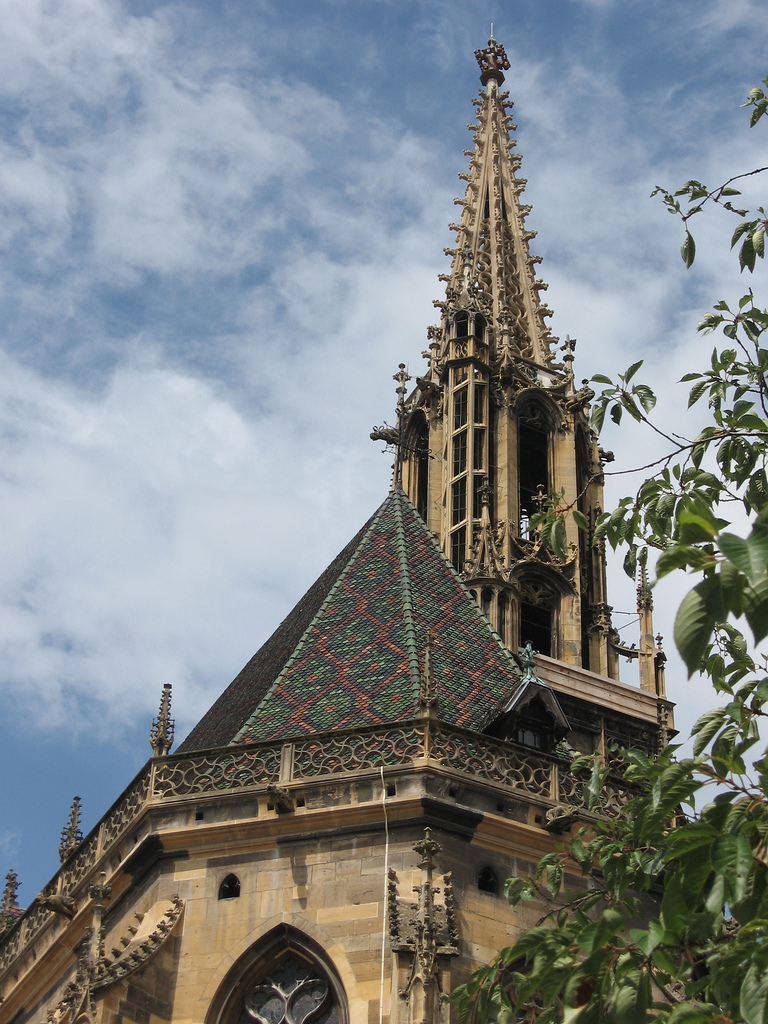
Toit tuiles vernissées multicolores et flèche

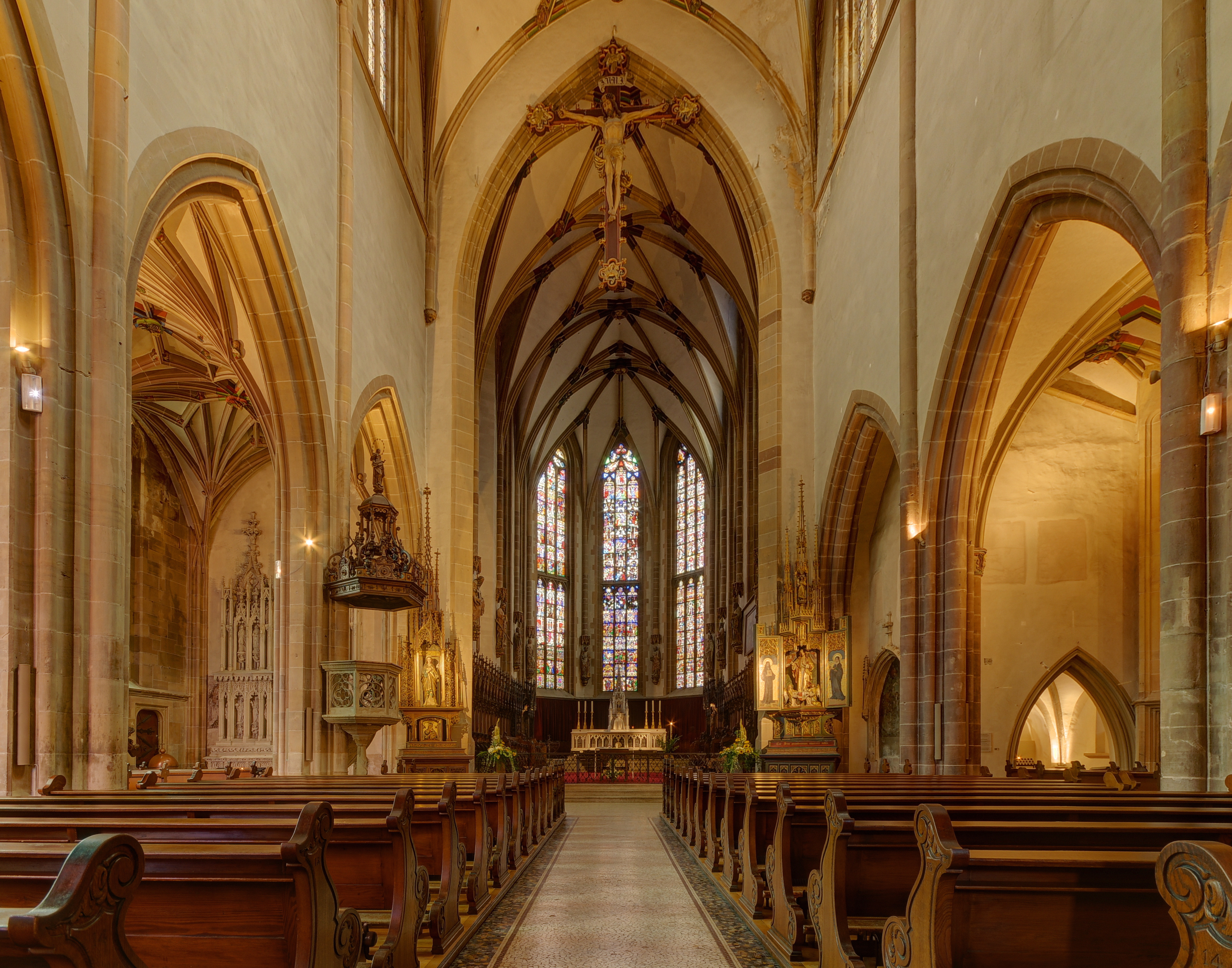
Intérieur de la collégiale
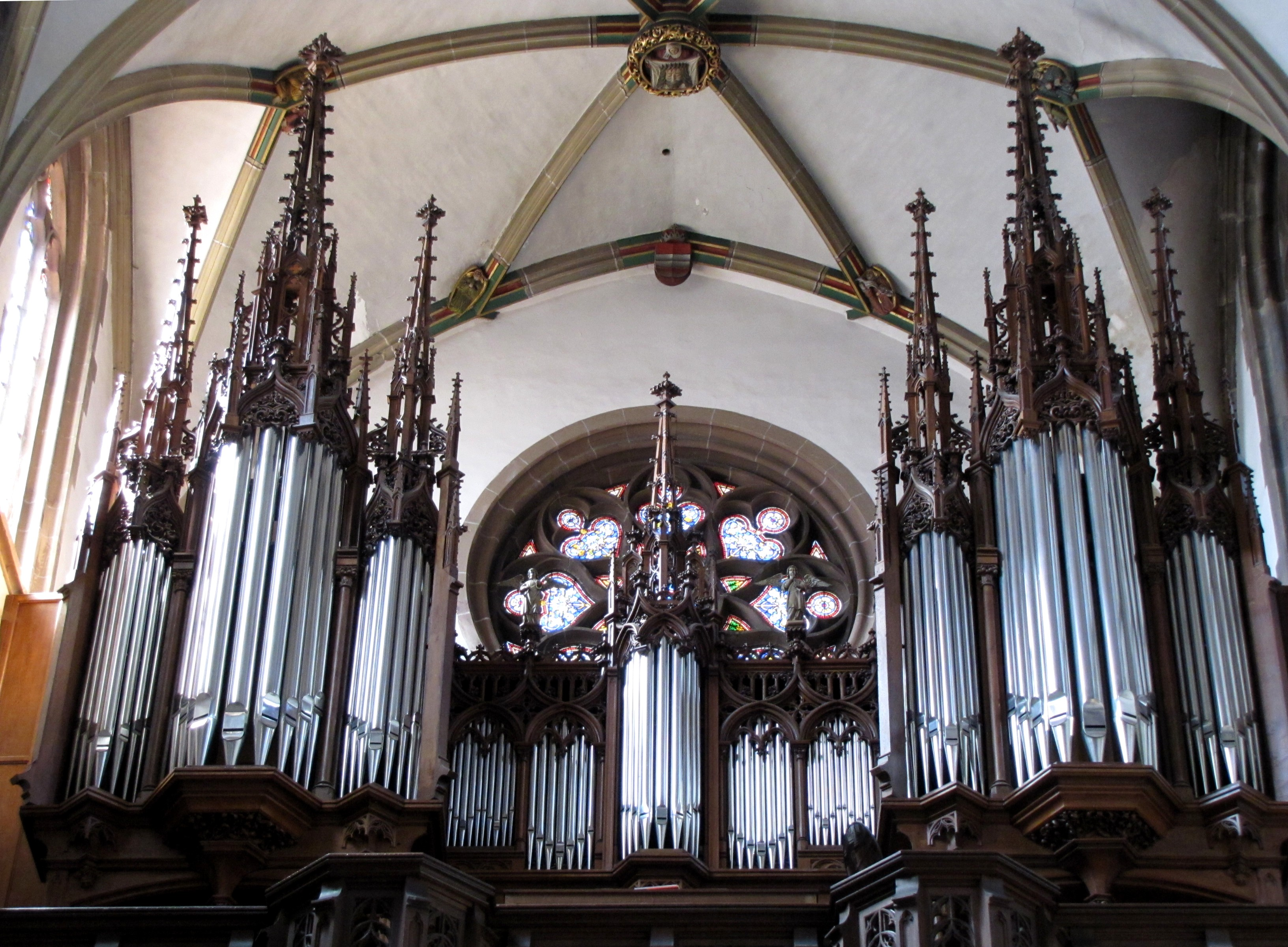
Orgue de tribune de Théophile Klem
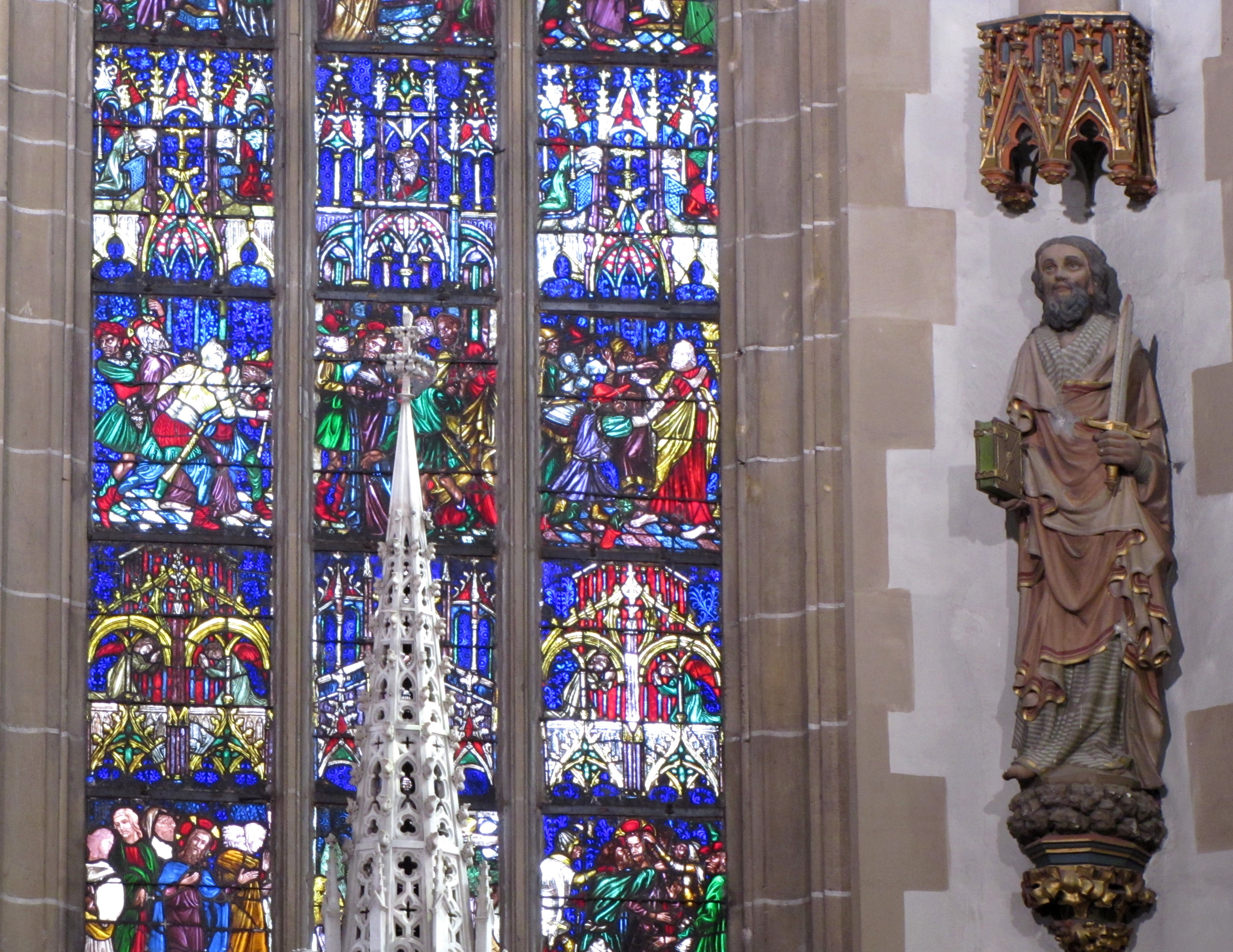
Vitrail du Chœur

À l'intérieur de l’église, il y a entre autres une statue assise de saint Thiébaut, une madone des vignerons datant d’environ 1510, dans le chœur des statues des apôtres du XVe siècle. Les stalles (après 1492) comportant de nombreux détails, sont les plus belles de l’Alsace (restauration 1900/1902, prolongation vers l’est 1906). Les peintures murales baroques sont de François Hillenweck. Les vitraux datent du XVe siècle. L’autel principal existe depuis 1845.
Le chœur de la collégiale de Thann présente l'ensemble le plus vaste de vitraux du XVe siècle qui soit conservé en Alsace. En effet, de nouvelles verrières pour le chœur ont été inaugurées en 2010. Elles sont l'œuvre du père Kim En Joong.
Après six mois de travaux de restauration, incluant le nettoyage des vitraux, la collégiale a été rouverte au public le 1er juillet 2017.
La tribune et le buffet d'orgue ont été construits en 1885 par Théophile Klem de Colmar. L'instrument a été livré en 1888 par Martin Rinckenbach d'Ammerschwihr et reconstruit en 1923 par Joseph Rinckenbach, , . L'orgue de chœur a été vendu à la Fraternité Saint-Vincent-Ferrier et déménagé par Claude Jaccard au couvent Saint-Thomas-d'Aquin à Chémeré-le-Roi.
Pour le patrimoine campanaire, on notera une cloche de 1467 et deux cloches de 1826,.

## Les travaux de conservation-restauration de l’ancienne collégiale
Les travaux de sauvegarde et de restauration de la collégiale sont assurés en permanence grâce à des financements croisés : État (direction régionale des affaires culturelles d'Alsace), Région Alsace (aujourd'hui intégrée dans le Grand Est), département du Haut-Rhin, Fondation pour la sauvegarde de la collégiale de Thann, Ville de Thann).
Les pollutions atmosphériques ont des effets redoutables sur l’épiderme des édifices ce qui avait amené le Conseil de l'Europe à adresser une recommandation aux États membres, « relative à la lutte contre la dégradation du patrimoine architectural par la pollution ». Des recherches pour en pallier les effets ont été menées à la collégiale Saint-Thiébaut de Thann, Haut-Rhin, dans le cadre d’un programme de recherche franco-allemand.
L’ancienne collégiale Saint-Thiébaut de Thann est l’un des monuments majeurs de l’art gothique tardif. Le chantier commencé en 1307, endommagé par le tremblement de terre de Bâle en 1356, s’est poursuivi jusqu’en 1516. La façade occidentale est commencée en 1342 (ses sculptures sont exécutées entre 1360 et 1400). Le collatéral nord porte les dates de 1430 et 1455. La flèche est érigée à partir de 1506. La collégiale de Thann doit sa renommée à la beauté de son clocher et à la couleur dorée de ses pierres. La restauration de la façade occidentale a constitué la dernière tranche d’un vaste programme de remise en état de l’édifice commencé dans l’immédiat après-guerre, à la suite d’importants dégâts causés par les bombardements.
L’examen des pierres des premières restaurations, vieilles de trente à quarante ans, a permis de constater la rapidité des processus de détérioration. Les facteurs de dégradation sont dus autant à la qualité de la pierre qu’à ses conditions d’exposition dans l’édifice et ses principes de mise en œuvre. L’installation dans les dernières décennies d’industries polluantes non loin de l’église (qui se trouve dans une vallée assez encaissée) a provoqué un taux d’acidité des eaux de pluie très largement au-dessus de la normale.
Le programme de restauration de la façade occidentale prévoyait, outre les interventions architecturales, un nettoyage et un traitement curatif et préventif de la pierre. Le choix des pierres de remplacement a été limité. De toute façon, le nombre de carrières pouvant fournir une pierre similaire est très restreint ; il va sans dire que les carrières d’origine ne sont pas connues avec certitude et, de toute manière, sont fermées et inexploitables. La pierre utilisée pour la restauration a été le grès jaune de Rouffach, provenant d’une carrière située à vingt-cinq kilomètres au nord de Thann. Une première opération avait été conduite par Daniel Gaymard, architecte en chef des monuments historiques : l’étude et la réalisation des travaux de nettoyage, de consolidation et d’hydrofugation avaient été confiées à l’entreprise bâloise Kaufmann & Cie (laboratoire d’analyse pour les matériaux de construction) et à une entreprise mulhousienne spécialisée dans le ravalement (Teveka France-Protecsil). Cette équipe avait été retenue en fonction des bons résultats obtenus sur un précédent chantier à plus petite échelle, soit le nettoyage, la consolidation et l’hydrofugation des pierres du portail avec tympan de la collégiale Saint-Martin de Colmar, Haut-Rhin.
L’étude menée sur ce chantier ne prétendait pas traiter le problème des grès en général, mais devait répondre au cas particulier qui visait à éliminer des encroûtements noirs gypseux souvent très résistants, ce qui a contraint l’entreprise à combiner différentes techniques. Cette opération constituait déjà un progrès pour l’époque, mais avec ses imperfections et ses limites. La restauration de la flèche quelques années plus tard a, elle, permis de mettre en œuvre une véritable méthodologie, après accompagnement scientifique puis validation des protocoles de traitement.

### Le programme franco-allemand sur la conservation
L’environnement et la préservation des biens culturels : l’exemple de la collégiale dans le cadre du programme franco–allemand de recherche. Les recherches interdisciplinaires pour comprendre les relations entre les dégradations matérielles des biens culturels et leur environnement sont parmi les plus porteuses. On attend d’elles des moyens de prévention, mais l’amélioration des procédés et produits de restauration, tenant compte des besoins des conservateurs et des chercheurs. Ce thème répond à une des préoccupations prioritaires à la fois du gouvernement français mais aussi du Conseil de l'Europe et de la Commission européenne. D’une part, le Comité des ministres des états membres a remis, comme nous l’indiquions, des recommandations relatives à l’entretien du patrimoine culturel contre la détérioration due à la pollution ; d’autre part, ces sujets de recherche figurent dans les appels à la proposition des programmes « Environnement et climats » et « Normes, mesures et essais » du quatrième programme-cadre pour la recherche et le développement technologique (PCRD). Les recherches entreprises depuis de nombreuses années au sein des laboratoires du ministère et en partenariat ont montré l’importance fondamentale des facteurs environnementaux dans la dégradation des biens culturels, qu’ils soient conservés à l’intérieur des bâtiments (musées, réserves, bibliothèques, centres d’archives…) ou à l’extérieur (monuments historiques et plus généralement bâti de qualité).
En raison de la complexité des phénomènes et des spécificités de chaque monument étudié, ce type de recherche doit être étendu. Les mécanismes physico-chimiques d’action des polluants (dioxyde de soufre, oxyde d'azote, ozone, composés organiques volatils et particules en suspension…) et en particulier les réactions aux interfaces avec les matériaux nécessitent la poursuite des recherches physico-chimiques. L’étude des synergies des polluants est également à entreprendre. Enfin, des moyens plus efficaces de protection et de conservation préventive sont à mettre au point.
En association avec le ministère de l’Environnement et le Centre national de la recherche scientifique (CNRS), un appel à propositions a été mis à l’étude sur trois principaux sujets : action des polluants atmosphériques sur des biens culturels, modélisation des interactions matériaux atmosphère, méthodes et produits de protection. Les partenaires d’un tel programme pourraient être des industriels de la chimie, les entreprises de restauration et les établissements publics dépendant des ministères de l’Environnement, de l’Équipement, de l’Enseignement supérieur et de la Recherche.
Les recherches ont été effectuées sur cinq monuments : l’abbatiale Saint-Thiébaut à Thann (Alsace), l’abbatiale de Salem (Bade-Wurtemberg), la Cathédrale Saint-Gatien de Tours (Indre-et-Loire), l’église Sainte-Catherine d’Oppenheim (Rhénanie-Palatinat) et la Cathédrale de Meissen (Saxe).
Les actes du colloque final sur le programme franco-allemand de recherche sur la conservation des monuments historiques qui s’est déroulé à Strasbourg en février 1997 sont disponibles.
Ce programme a été lancé en 1988 lors du 52e sommet franco-allemand par le ministère français chargé de la Recherche et le ministère fédéral de l'Éducation et de la Recherche (Allemagne). Il avait été pris en charge scientifiquement par le ministère de la Culture et de la Communication (Sous-direction des monuments historiques, et mission de la Recherche et de la Technologie), le CNRS et le ministère chargé de l’Environnement. Le but de ce programme bilatéral était de faire participer des équipes scientifiques mixtes à des recherches communes sur la préservation du patrimoine culturel dans le cadre d’une coopération franco-allemande qui privilégierait la notion de patrimoine européen commun.
Les résultats constituent des avancées particulièrement intéressantes. Près de cinquante équipes scientifiques des deux pays ont ainsi travaillé sur des sujets concernant les conditions environnementales, la dégradation des pierres et celle des vitraux de monuments historiques français ou allemands. Dans ces trois axes ont été abordés l’inventaire des dégradations, l’analyse de leur mécanisme, le suivi des paramètres majeurs intervenant dans la dégradation et enfin les méthodes de restauration. Le programme a permis d’élaborer une méthodologie prenant en compte aussi bien le régime des pluies que la circulation des vents, les apports de polluants particulaires atmosphériques ou les pluies acides. Par ailleurs, une modélisation numérique des mécanismes intervenant à l’interface pierre-atmosphère a été construite en tenant compte des températures, des humidités relatives et des mouvements de fluides. Cette modélisation s’est appuyée sur des expérimentations et des mesures très précises des remontée d'humidité par capillarité à l’intérieur des matériaux.

## La Fondation pour la sauvegarde de la collégiale de Thann
La Fondation pour la sauvegarde de la collégiale de Thann fut créée le 1er décembre 2008 sous l'égide de la Fondation de France afin de soutenir les activités visant sa conservation et son entretien,.
La fondation fut créée à l'initiative du Rotary Club afin de récolter des financements privés pour les opérations de restauration.